# Mesochorus lacassus
Mesochorus lacassus là một loài tò vò trong họ Ichneumonidae.